# Schloss Lehnhaus

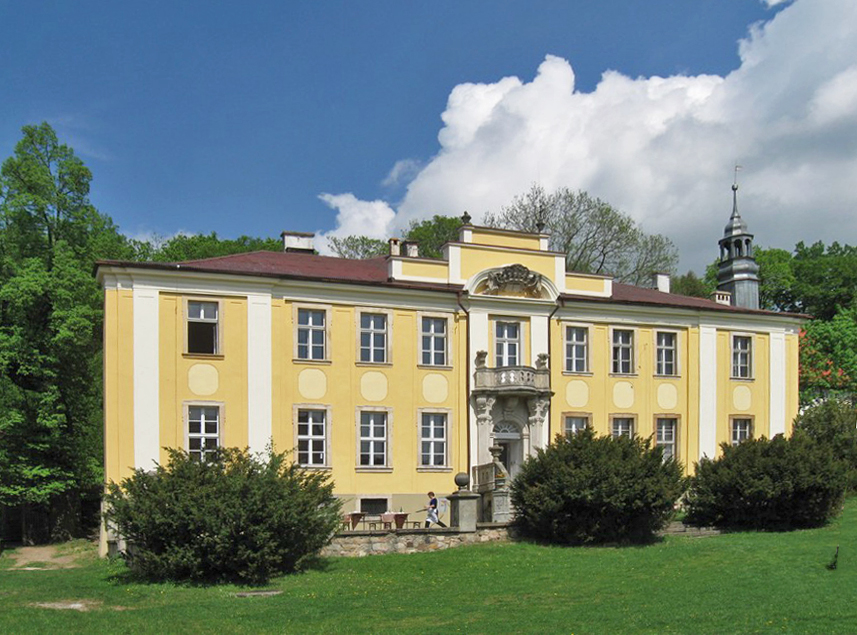
Schloss Lehnhaus

Schloss Lehnhaus (polnisch Pałac Lenno) steht auf einem Bergsattel unterhalb der Burg Lehnhaus bei Wleń (Lähn), Woiwodschaft Niederschlesien.

## Geschichte
Das Schloss geht vermutlich auf ein Festes Haus des 16. Jahrhunderts zurück. Das Haus wurde 1653 von Adam Kolhass erworben, der es 1662 erweitern ließ. Kolhass ließ auch die benachbarte Hedwigskirche errichten. Wilhelm von Grunfeld und Guttenstädt, seit 1728 Eigentümer, ließ den Bau um 1750 barock umformen.
Als der letzte des Adelsgeschlechts verstarb, ließ dessen Witwe durch Gottfried Schadow eine Marmorstele mit Allegorien der Religion, des Todesengels und des zerbrochenen Wappenschilds der Familie errichten. Nach 1827 war das Schloss in Besitz der von Haugwitz. Im Jahr 1933 zerstörte ein schwerer Brand das Schlossinnere.
Nach 1945 wurde das Schloss als Sanatorium der Polnischen Staatsbahnen genutzt. Heute ist das Schloss restauriert und hat ein Café und Gästezimmer.

## Bauwerk
Der Bau ist neunachsig mit zwei Seitenrisaliten und einem schmalen Mittelrisalit. Ein gewölbter Giebel trägt das Ehewappen der von Grunfeld und von Unruch. Im Inneren sind das barocke Treppenhaus und um 1800 geschaffene Wandmalereien erhalten.